# Freya (radar)

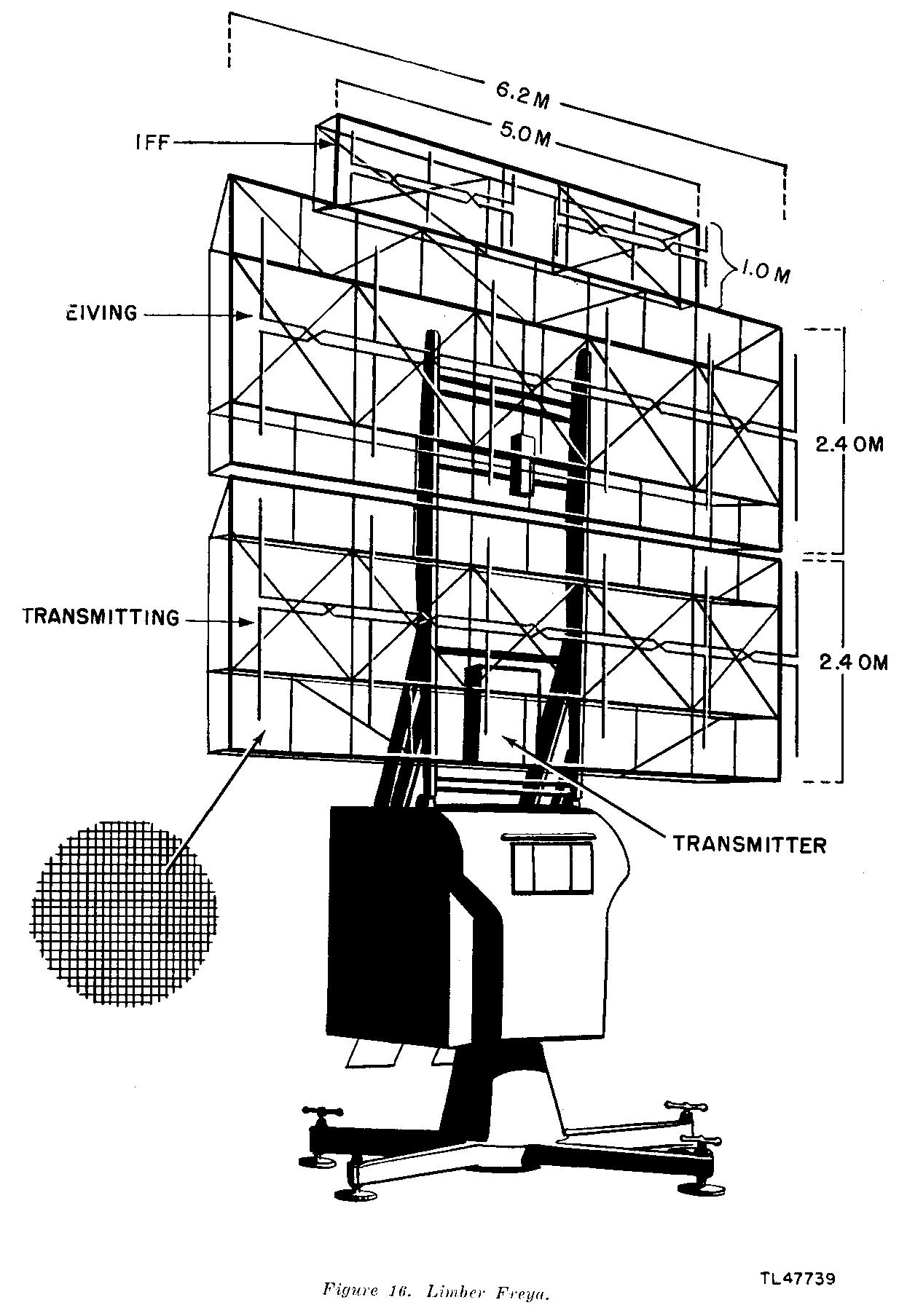
Schemat anteny radaru Freya

Freya – niemiecki radar wczesnego ostrzegania z czasów II wojny światowej, służący do wykrywania samolotów.
Rozwijany przed wojną, od 1937. Radar impulsowy, częstotliwość pracy 120–130 MHz (długość fali 2,5-2,3 m). Moc impulsu 20 kW, czas trwania impulsu 3 μs, częstość powtarzania 500 Hz. Zasięg do 120-160 km (początkowo 60 km) w przypadku samolotów na dużych wysokościach. Dla mniejszych wysokości zasięg znacznie spadał.
Podobny system brytyjski Chain Home pracował na dłuższej fali i miał nieco większy zasięg, stacje Freya były jednak częściowo mobilne.